# Lawarde-Mauger-l’Hortoy
Lawarde-Mauger-l’Hortoy – miejscowość i gmina we Francji, w regionie Hauts-de-France, w departamencie Somma.
Według danych na rok 1990 gminę zamieszkiwało 128 osób, a gęstość zaludnienia wynosiła 14 osób/km² (wśród 2293 gmin Pikardii Lawarde-Mauger-l’Hortoy plasuje się na 869. miejscu pod względem liczby ludności, natomiast pod względem powierzchni na miejscu 519.).